# Kleinkastell Kochendorf
Das Kleinkastell Kochendorf war eine römische Fortifikation an der älteren Odenwaldlinie des Neckar-Odenwald-Limes. Das Militärlager befand sich auf dem Gebiet des im heutigen baden-württembergischen Landkreis Heilbronn gelegenen Ortsteils Kochendorf der Stadt Bad Friedrichshall.

## Lage und Forschungsgeschichte
Das heutige Bodendenkmal befindet sich auf einer landwirtschaftlich genutzten Freifläche am Lindenberg, rund 500 m ONO von der Kochendorfer Sebastianskirche entfernt, unmittelbar nördlich der Neuenstadter Straße. Das Gelände des Vicus schließt sich im Norden zwischen Kastell und Kocher und im Osten an. Die Gräberfelder liegen an einer nach Süden führenden Straße, der heutigen Oststraße bzw. dem heutigen Remmelsweg. Die direkte Entfernung des Kastells beträgt 1,5 km zum Neckar, wo eine Flusslände vermutet wird, und 1,7 km zur Mündung des Kochers.
Erste Aufmerksamkeit erheischte dieser Platz durch den Fund eines Denars des Vespasian im Jahr 1979 sowie durch weitere Lesefunde, darunter zahlreiche datierbare Sigillaten im Jahre 1985. Er wurde daraufhin regelmäßig luftbildarchäologisch überwacht, bis am 31. Mai 1990 der Luftbildarchäologe Otto Braasch das Kastell zweifelsfrei nachweisen konnte. Das Gräberfeld in der Flur Teufelsäcker war schon 1961 von Hans Riexinger lokalisiert worden.
Das Kastellgelände von Kochendorf ist bislang von Bodeneingriffen verschont geblieben und wurde auch nicht archäologisch ergraben. Es ist als archäologisches Reservat ausgewiesen und geschützt.

## Kastell
Das Steinkastell besaß einen quadratischen Grundriss (mit abgerundeten Ecken) von 48 m Seitenlänge. Es verfügte über zwei Tore, die gegenüberliegend nach Osten zum Limes hin und nach Westen Richtung Neckar ausgerichtet waren. Die Tordurchlässe waren im Kastellinneren von zwei eingezogenen Torwangen flankiert. Ein stellenweise parallel zur Wehrmauer verlaufendes Bewuchsmerkmal deutet auf einen vorgelagerten, nach der Auflassung des Kastells verfüllten Verteidigungsgraben hin. Mit ihrem Grundriss entspricht die kleine Fortikation von Kochendorf den Kleinkastellen Trienz, Haselburg, Hönehaus und Rinschheim. Von der Innenbebauung sind im Luftbild nur einzelne Pfostensetzungen und Mauerstücke erkennbar, die keine gesicherte Aussage über die Innenstruktur des Lagers zulassen.
Die Besatzung dürfte aus einer Vexillation in Stärke einer Zenturie bestanden haben, die möglicherweise der Kohorte in Bad Wimpfen unterstand und deren Aufgabe die Überwachung des Kochermündungsgebietes gewesen sein könnte. Mit der Vorverlegung des Limes nach Osten wurde auch das Kleinkastell Kochendorf aufgegeben.
Die Bedeutung der Entdeckung des Kochendorfer Kastells liegt darin, dass hiermit und im Zusammenhang mit den bereits 1962 und 1964 entdeckten Wachtürmen südöstlich des Kastellplatzes der Nachweis für die Verlängerung des Odenwaldlimes über die Jagst hinaus nach Süden erbracht wurde.

## Vicus und Gräberfeld
Der Kastellvicus, die zivile Siedlung, die bei nahezu jeder römischen Garnison anzutreffen ist, schloss sich im Norden und im Osten an das Kastell an und konnte dort bis zu einer Tiefe von 100 m nachgewiesen werden. Dort fanden sich verkohlte Fachwerkreste, Hüttenlehm, Keller- oder Abfallgruben, Mauerschutt und zahlreiche Scherben von Gebrauchskeramik. Ausweislich der Funde bestand der Vicus bereits in der ersten Hälfte des 1. Jahrhunderts und hatte über die Auflassung des Kastells hinaus Bestand bis zur Mitte des dritten Jahrhunderts.
Das Gräberfeld des Kastells und des Vicus erstreckte sich längs der Oststraße in der Flur Teufelsäcker. Hier wurden zwischen 1961 und 1988 insgesamt 22 Brandgräber freigelegt, von denen einige bereits zerstört waren. Für einen möglichen Terminus post quem zum Ende der Besiedlung des Vicus kann der Grabfund eines Dupondius des Philippus Arabs (244–249) dienen. Der Bereich der Grabfundstellen ist heute weitestgehend von einem Wohnhaus überbaut.

## Limesverlauf südlich des Kleinkastells Kochendorf
Bereits 1962 und 1964 wurden südöstlich des Kastells die Reste zweier Limeswachtürme freigelegt. Es handelte sich in beiden Fällen um steinerne Türme. In der laufenden Nummerierung wurden sie der Odenwaldlinie zugeordnet und entsprechend mit Wp 10/80 und 10/81 bezeichnet. Sollten in der Zukunft weitere Wachtürme auf der östlichen Neckarseite gefunden werden, wäre es denkbar, dass die Türme in die Neckarlinie integriert, und folglich mit Wp 11/1, 11/2 etc. bezeichnet werden.
| ORL      | Name/Ort                | Beschreibung/Zustand |
| -------- | ----------------------- | --- |
| KK       | Kleinkastell Kochendorf | siehe oben |
| Wp 10/80 | „Riedäcker“             | Der erste, 1962 entdeckte Turm befand sich in der Flur Ried, etwa 1,4 km OSO des Ortszentrums, auf einer landwirtschaftlich genutzten Fläche. Dort wurden die Bewuchsspuren eines Gebäudes mit quadratischem Grundriss festgestellt. Die folgende Ausgrabung förderte ein Turmfundament mit einer Seitenlänge von 5,40 m zu Tage. Die Breite der Fundamentmauer betrug 85 cm. Die Fundamentgrube selbst hatte eine Breite von 90 cm und war 80 cm weit in den Boden eingetieft. Unter den wenigen Begleitfunden waren auch Fragmente von Mörtel und Wandverputz. |
| Wp 10/81 | „Platten“               | Die zweite, 1964 ausgegrabene Turmstelle lag in der Flur Platten, etwa 2,1 km SO der Ortsmitte auf einem Getreidefeld. Die Ausgrabung wies ein durch Pflugtätigkeiten schon stark zerstörtes, quadratisches Steinturmfundament von 8,2 m Seitenlänge nach. Die Mauer bestand aus Schalenmauerwerk, ihre Stärke betrug etwa 1,5 m. 1991 wurde die Turmstelle durch Jörg Biel erneut untersucht. Dabei wurde festgestellt, dass der Steinturm von einem quadratisch verlaufenden Graben mit einer Seitenlänge von elf Metern und einer Tiefe von nur 20 cm umgeben war. An seiner östlichen Seite war der Graben auf einer Breite von einem Meter unterbrochen. Ferner konnte nördlich des Steinturms ein Holzturm lokalisiert werden. Seine Eckpfosten standen in einer quadratischen Anordnung von 5,5 m Seitenlänge. Umgeben war der Holzturm von einem 15,50 m durchmessenden Kreisgraben von 0,6 m bis 1,5 m Breite und bis zu 0,6 m Tiefe. An einigen Stellen war der Graben mit Brandschutt gefüllt, was darauf hinweist, dass der Holzturm mindestens einmal abgebrannt ist. Knapp außerhalb des Grabens wurde eine einfache Feuerstelle lokalisiert. |
|          |                         | Das südliche Ende des Limes, das heißt, der Übergang vom ausgebauten Landlimes zum so genannten „nassen Limes“ ist derzeit noch völlig ungeklärt. Das in dieser Richtung nächstgelegene römische Militärlager ist das Kastell Böckingen in Heilbronn am Neckar. |

## Denkmalschutz
Das Bodendenkmal „Kleinkastell Kochendorf“ ist geschützt als eingetragenes Kulturdenkmal im Sinne des Denkmalschutzgesetzes des Landes Baden-Württemberg (DSchG). Nachforschungen und gezieltes Sammeln von Funden sind genehmigungspflichtig, Zufallsfunde an die Denkmalbehörden zu melden.